# Santo André das Tojeiras
Santo André das Tojeiras é uma povoação portuguesa sede da Freguesia de Santo André das Tojeiras do Município de Castelo Branco, na província da Beira Baixa, região do Centro (Região das Beiras) e sub-região da Beira Interior Sul, freguesia com 74,87 km² de área e 588 habitantes (censo de 2021), tendo, por isso, uma densidade populacional de 7,9 hab./km².

## História
A freguesia foi criada em 1 de novembro de 1926 por desmembramento da freguesia e do extinto concelho de Sarzedas, pelo decreto n.º 12.613.

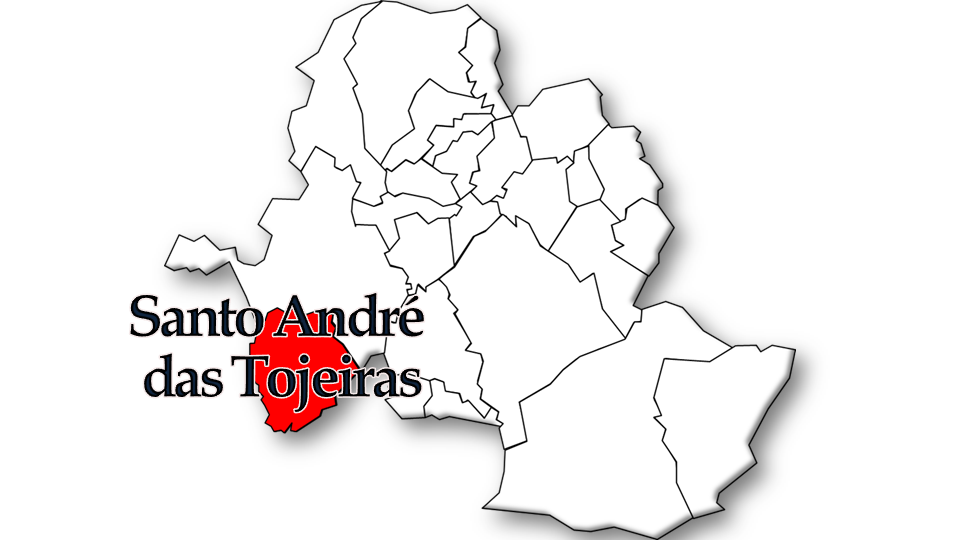
Localização no Município de Castelo Branco

## Demografia
A população registada nos censos foi:
| Ano  | 0-14 Anos | 15-24 Anos | 25-64 Anos | > 65 Anos |
| 2001 | 27        | 58         | 340        | 608       |
| 2011 | 14        | 16         | 251        | 466       |
| 2021 | 8         | 9          | 177        | 394       |

## Património
- Igreja de Santo André (matriz)
- Ponte romana
- Fonte de chafurdo

## Freguesia
Além da sede, que está situada a 25 km da cidade de Castelo Branco, a Freguesia de Santo André das Tojeiras é composta pelas seguintes povoações: 
| - Aboboreira - Barrocas - Bozelha - Bugios - Cabeça Gorda - Fernão Calvo - Ferrarias Cimeiras - Ferrarias Fundeiras - Fontainhas | - Fonte Santa - Fonte Longa - Garridas - Gaviãozinho - Joaninho - Malhadil - Monte Gordo - Nave Pequena - Nave Salgueira | - Outeiro - Pau de Abrantes - Pereiro Fundeiro - Ponte do Alvito - Ribeiro das Casas - Silveira dos Limões - Sopegal - Tojeiras - Vale Chiqueiro | - Vale de Coelheiro - Vale da Estrada - Vale do Freixo - Vale da Pereira - Vale da Saraça - Vale das Ovelhas - Vale de Ramadas - Vale de Água - Vale do Freixo - Vidigal |